# Ljudmila Alexandrowna Schagalowa
Ljudmila Alexandrowna Schagalowa (russisch Людмила Александровна Шагалова; * 6. April 1923 in Rogatschjow, BSSR, UdSSR; † 13. März 2012 in Moskau, Russland) war eine sowjetische bzw. russische Schauspielerin.

## Leben und Leistungen

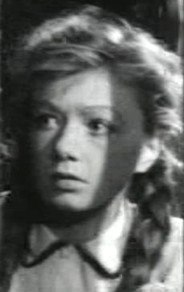
Ljudmila Schagalowa in Die junge Garde (1948)

Ljudmila Schagalowa wurde als Tochter einer Militärfamilie im heutigen Belarus geboren, siedelte aber bereits 1928 nach Moskau über.
Schagalowa stand schon Ende der 1930er Jahre erstmals vor der Kamera. Nach dem Besuch des Staatlichen All-Unions-Instituts für Kinematographie gab sie 1948 in Die junge Garde ihre erste Hauptrolle, für die sie im darauf folgenden Jahr mit dem Stalinpreis gewürdigt wurde. Die blonde Mimin war daraufhin bis in die späten 1980er Jahre regelmäßig im Film zu sehen, zu ihrem Schaffen gehören Literaturverfilmungen (Das Duell, Jim Hawkins wundersame Abenteuer – Die Schatzinsel), Märchenfilme (Das Märchen von der verlorenen Zeit, Die Eisfee) und Komödien (Reise mit Hindernissen, Wer heiratet wen?) sowie die Filmbiografie Dreißig Jahre und ein Tag über I. A. Lichatschow, den Direktor und Namensgeber der Firma Sawod imeni Lichatschowa. Letztmals war sie in Das kann doch nicht wahr sein! als Hauptdarstellerin zu sehen. Von 1948 bis 1994 trat Schagalowa außerdem am Moskauer Staatstheater der Filmschauspieler auf.
Das Magazin Советский экран kürte sie für ihre Rolle in Wer heiratet wen? zur Besten Schauspielerin. Ferner wurde sie am 26. November 1965 mit dem Titel Verdiente Künstlerin der RSFSR bedacht, am 7. Januar 1977 folgte die Ernennung zur Volkskünstlerin der RSFSR.

## Privatleben
Schagalowa war seit dem 9. Mai 1945 mit dem Kameraoperateur Wjatscheslaw Michailowitsch Schumski (1921–2011) verheiratet.
Im Jahr 2000 unterzog sich Schagalowa einer Augenoperation, nachdem sie fast vollständig erblindet war. Sie starb rund einen Monat vor ihrem 89. Geburtstag an Altersschwäche und wurde neben ihrem Ehemann auf dem Friedhof Perepenskoje nahe Moskau beigesetzt.

## Filmografie (Auswahl)
- 1948: Die junge Garde (Molodaja gwardija)
- 1954: Reise mit Hindernissen (Wernye drusja)
- 1956: Akte 306 (Delo N. 306)
- 1958: Testpiloten (Zel ego schisn)
- 1960: Dreißig Jahre und ein Tag (Rowesnik weka)
- 1961: Das Duell (Duel)
- 1962: 713 erbittet Landeerlaubnis (713 prosit posadku)
- 1964: Das Märchen von der verlorenen Zeit (Skaska o poterjannom wremeni)
- 1965: Wer heiratet wen? (Schenitba balsaminowa)
- 1972: Jim Hawkins wundersame Abenteuer – Die Schatzinsel (Ostrow sokrowischtsch)
- 1973: Die Datsche (Datscha)
- 1975: Das kann doch nicht wahr sein! (Ne moschet bytch)
- 1976: Der unbekannte Nachfolger (Nesnakomy nasljebnik)
- 1976: Au-u!
- 1977: Mit gebrochenen Schwingen (Podranki)
- 1980: Das Haus in der Waldstraße (Dom na ljesnoi)
- 1980: Die Eisfee (Nedjanaja wnutschka)
- 1984: Peppi Dlinnytschulok
- 1986: Der Tanzplatz (Tanzploschtschadka)
- 1988: Wo ist hier ein Nofelet? (Gdje nachoditsja nofelet)